# Euríloco
Na mitologia grega, Euríloco (grego antigo Εὐρύλοχος) aparece na Odisséia de Homero sendo o segundo comandante do navio de Ulisses no retorno a ítaca, após visitar Eana, a ilha da feiticeira Circe. Euríloco era também parente de Ulisses através do casamento, porque se tornou marido da irmã de Ulisses, Clímenes.
Euríloco é constantemente retratado com inútil e inconstante. Após atravessar o estreito de Cila e Caríbdis, é Euríloco quem censura Ulisses por tentar impedi-los de descansar na ilha de Hélio, mesmo sabendo do conselho de evitá-la para evitar desastres. Mais tarde foi Euríloco quem aconselha a matar do gado do Sol, causando assim a ira de Hélio.